# 21 dicembre
Il 21 dicembre è il 355º giorno del calendario gregoriano (il 356º negli anni bisestili). Mancano 10 giorni alla fine dell'anno.
A volte nell'emisfero boreale il solstizio d'inverno (primo giorno d'inverno) cade in questa data, che risulta quindi essere il giorno con meno ore di luce nel corso dell'anno (al 45º N, infatti sorge alle 7:24 e tramonta alle 16:34). Nell'emisfero australe, a volte, invece ricorre il solstizio d'estate, giorno più lungo dell'anno (al 45º S il sole sorge verso le ore 5:00 e tramonta intorno alle 21:00).

## Eventi
- 164 a.C. – Giuda Maccabeo restaura il Tempio di Gerusalemme. Questo evento vietò per 8 giorni la festività ebraica dell'Hanukkah.
- 69 – Dopo la morte di Vitellio, Tito Flavio Vespasiano viene riconosciuto imperatore romano dal Senato
- 1861
  - Viene autorizzata la prima Medaglia d'onore del Congresso degli Stati Uniti
  - Lord Lyons, ministro britannico per gli Stati Uniti, si incontra con il Segretario di Stato USA William Seward, al riguardo dei due inviati confederati James Mason e John Slidell arrestati dalla Marina Militare statunitense a bordo del vaporetto postale britannico Trent, allo scopo di evitare una guerra tra Stati Uniti e Regno Unito
- 1872 – La HMS Challenger salpa da Portsmouth per una spedizione scientifica di 4 anni che getterà le basi dell'oceanografia
- 1891 – Viene giocata la prima partita di pallacanestro
- 1893 – Guerra mahdista: circa 2300 ascari eritrei e 75 italiani guidati dal colonnello Giuseppe Arimondi infliggono una pesante sconfitta alle 10000 truppe mahdiste dell'emiro Ahmed Wad Ali nella Seconda battaglia di Agordat.
- 1898 – Marie e Pierre Curie scoprono il radio
- 1913 – Il "word-cross" di Arthur Wynne, il primo cruciverba, viene pubblicato sul New York World
- 1923 – Il Nepal passa da protettorato britannico a Stato indipendente
- 1925 – Viene presentato a Mosca, al Teatro Bol'šoj, il film "La corazzata Potëmkin "
- 1937 – Première del film Biancaneve e i sette nani, 1º Classico Disney, al Carthay Circle Theater di Hollywood; l'uscita ufficiale nelle sale cinematografiche statunitensi avverrà il 4 febbraio dell'anno successivo
- 1944 – Esce nelle sale cinematografiche messicane il film I tre caballeros, 7º Classico Disney; il film verrà distribuito negli USA il successivo 3 febbraio 1945
- 1948 – In Irlanda viene approvato il Republic of Ireland Act
- 1958 – Charles de Gaulle viene eletto primo presidente della Quinta Repubblica francese
- 1962 – Viene fondato il Parco nazionale Rondane, il primo della Norvegia
- 1966 – Lancio della sonda sovietica Luna 13, che alluna il 24 nell'Oceanus Procellarum
- 1968 – Lancio dell'Apollo 8
- 1975 – Sei persone, incluso Carlos (lo Sciacallo), rapiscono i delegati alla conferenza dell'OPEC a Vienna
- 1979 – Firmato l'accordo di Lancaster House per un cessate il fuoco in Rhodesia.
- 1984 – Lancio della sonda sovietica Vega 2 con il doppio obiettivo di Venere e Cometa di Halley
- 1988 – Una bomba esplode a bordo del Volo Pan Am 103 sopra i cieli di Lockerbie in Scozia, 270 vittime, comprese 11 a terra
- 1989 – A Bucarest Nicolae Ceaușescu convoca un'assemblea del Partito Comunista Rumeno per condannare le proteste iniziate cinque giorni prima a Timișoara, ma la piazza gli si volge contro ed inizia la rivolta nella capitale romena, che si propaga poi alle altre città
- 1991
  - A Taiwán si celebrano le prime elezioni legislative in 40 anni, con un'ampia vittoria del governativo Kuomintang (Partito Nazionalista), che riformerà la costituzione.
  - Summit di Alma-Ata: la Comunità degli Stati Indipendenti è allargata ad Armenia, Azerbaigian, Kazakistan, Kirghizistan, Moldavia, Tagikistan, Turkmenistan e Uzbekistan mentre Bielorussia, Russia e Ucraina sono indicati con lo status di membro fondatore
- 1992 – Polonia, Repubblica Ceca, Slovacchia e Ungheria creano una zona di libero scambio
- 1993 – Il TGV Réseau N.511 diretto a Parigi deraglia a Ablaincourt-Pressoir, ferendo 25 persone ferme in stazione. Con i suoi 300 km/h è il più veloce incidente ferroviario della storia
- 1999 – La Guardia Civil spagnola intercetta nei pressi di Calatayud (Aragona) un furgone diretto a Madrid guidato da membri dell'ETA e carico di 950 kg di esplosivo. Il giorno seguente, un altro furgone con a bordo 750 kg viene ritrovato non lontano. L'incidente è noto come "la caravana de la muerte" (la carovana della morte).
- 2012 – Questo giorno è la data di fine di un ciclo di 5.126 anni nel calendario del periodo mesoamericano, che porta ad aspettative diffuse di eventi catastrofici
- 2017 – Elezioni parlamentari in Catalogna
- 2023 – All'Università Carolina di Praga avviene la sparatoria più letale nella storia della Repubblica Ceca

## Nati
Ci sono circa 1 030 voci su persone nate il 21 dicembre; vedi la pagina Nati il 21 dicembre per un elenco descrittivo o la categoria Nati il 21 dicembre per un indice alfabetico.

## Morti
Ci sono circa 500 voci su persone morte il 21 dicembre; vedi la pagina Morti il 21 dicembre per un elenco descrittivo o la categoria Morti il 21 dicembre per un indice alfabetico.

## Feste e ricorrenze

### Civili
World Meditation Day: Il 29/11/24 l'Assemblea Generale delle Nazioni Unite ha adottato all'unanimità una risoluzione che istituisce la Giornata mondiale della meditazione.

### Religiose
Cristianesimo:
- San Pietro Canisio, sacerdote e dottore della Chiesa
- Sant'Anastasio il Giovane, martire
- Santi Andrea Dũng Lạc e Pietro Trương Văn Thi, sacerdoti e martiri
- San Giacomo da Valenza, martire mercedario
- San Glicerio di Nicomedia, martire
- San Michea, profeta
- San Temistocle di Licia, martire
- Beato Daniele dell'Annunziata, mercedario
- Beato Domenico Spadafora, domenicano
- Beato Juan Cuscó Oliver, sacerdote e martire
- Beato Peter Friedhofen, fondatore dei Fratelli della misericordia di Maria Ausiliatrice

Religione romana antica e moderna:
- Divalia o Angeronalia
- Ludi Saturnali, quinto giorno
- Ludi del Sole, terzo giorno

Wicca:
- Yule